# سیارک ۴۰۴۲
سیارک ۴۰۴۲ (به انگلیسی: 4042 Okhotsk، نامگذاری:1989AT1) چهار هزار و چهل و دومین سیارک کشف شده‌است که در ۱۵ ژانویه ۱۹۸۹ کشف شد.
قدر مطلق سیارک برابر ۱۳٫۸۰ است.